# Liste d'auteurs sur la franc-maçonnerie
La liste d'auteurs sur la franc-maçonnerie présente de courtes civilités des auteurs d'ouvrages sur la franc-maçonnerie  admissible au sein de l’encyclopédie selon les conventions générales et spécifiques ainsi que les titres de leurs principaux ouvrages consacrés à ce sujet. Les auteurs sont classés par ordre alphabétique.
- Haut – A
- B
- C
- D
- E
- F
- G
- H
- I
- J
- K
- L
- M
- N
- O
- P
- Q
- R
- S
- T
- U
- V
- W
- X
- Y
- Z

## A

### Robert Ambelain
Robert Ambelain est un écrivain français, spécialisé dans l'ésotérisme, l'occultisme et l'astrologie.

### James Anderson
James Anderson (c. 1679–1739), pasteur écossais presbytérien et franc-maçon joua un rôle capital dans la naissance de la franc-maçonnerie moderne, dite « spéculative », en particulier par sa contribution à l'ouvrage connu aujourd'hui sous le nom de Constitutions d'Anderson.

## B

### John Bartier
John Bartier (1915-1980), historien belge, médiéviste au départ, fut professeur d'histoire contemporaine à l'ULB (Université libre de Bruxelles).

### Jean-Pierre Bayard
Jean-Pierre Bayard est un docteur ès lettres, ingénieur, historien et auteur français, né le 7 février 1920 à Asnières et mort le 5 mars 2008 à Angers.

### Pierre-Yves Beaurepaire
Pierre-Yves Beaurepaire est un historien français, spécialisé en histoire culturelle de l'Europe et du monde au siècle des Lumières.

### Philippe Benhamou
Philippe Benhamou est un romancier, essayiste et auteur sur la franc-maçonnerie français.

### Alain Bernheim
Alain Bernheim (né à Paris le 23 mai 1931) est un pianiste français et spécialiste de la franc-maçonnerie.

### Nicolas de Bonneville
Nicolas de Bonneville, né le 13 mars 1760 à Évreux et mort le 9 novembre 1828 à Paris, est un libraire-imprimeur, journaliste et écrivain français.

### Jules Boucher
Jules Boucher, né le 28 février 1902 et mort le 9 juin 1955, est un écrivain franc-maçon.

## C

### Jack Chaboud
Jack Chaboud, est un écrivain français né à Lyon le 8 août 1943.

### Adolphe Cordier
Adolphe Cordier, est un médecin militaire belge, journaliste et historien amateur.

### André Combes
André Combes est un professeur agrégé d'histoire et auteur d'ouvrages sur la franc-maçonnerie.

### Jean-Noël Cuénod
Jean-Noël Cuénod (né à Genève) est un écrivain, poète et journaliste suisse.

## D

### Roger Dachez
Roger Dachez est un médecin, historien et franc-maçon. il est président de l'Institut maçonnique de France et membre du Comité scientifique du musée de la Franc-maçonnerie à Paris. Il dirige la revue d'études maçonniques Renaissance traditionnelle.

### Claude Darche
Claude Darche est un auteur d'ouvrages concernant l'ésotérisme et la franc-maçonnerie. Elle fut Grand maître de la Grande Loge féminine de Memphis-Misraïm de 2002 à 2006. Elle fut membre du comité scientifique du musée de la Franc-maçonnerie.

### Francis Delbeke
Francis Delbeke, docteur en droit, docteur en histoire, est un avocat, banquier, littérateur, historien et amateur d’art belge.

### Paul Duchaine
Paul Duchaine, docteur en droit, avocat, fut conseiller au Conseil des Mines, il est né à Bruxelles en 1872.

## E

### Marie-France Etchegoin
Marie-France Etchegoin est un grand reporter au Nouvel observateur. Elle est spécialisée dans les enquêtes sur les affaires criminelles et les sujets de société marquants.

### Bruno Étienne
Bruno Étienne est un sociologue et politologue français né en 1937 à La Tronche (Isère) et mort à Aix-en-Provence le 4 mars 2009. Il était spécialiste de l'Algérie, de l'islam et de l'anthropologie du fait religieux.

## F

### Jean-André Faucher
Jean-André Faucher est un journaliste français, auteur d'ouvrages sur la franc-maçonnerie.

### José Antonio Ferrer Benimeli
José Antonio Ferrer Benimeli, est un ecclésiastique jésuite et historien, spécialiste de la franc-maçonnerie espagnole. Il est l'auteur de nombreuses publications et professeur d'histoire contemporaine à l'Université de Saragosse.

### Johann Gottlieb Fichte
Johann Gottlieb Fichte (19 mai 1762, Rammenau en Lusace - 27 janvier 1814, Berlin) est un philosophe allemand du XIXe siècle.

## G

### Éric Giacometti
Éric Giacometti est un journaliste et romancier français.

### Michèle Goslar
Michèle Goslar est un professeur, écrivain et biographe belge.

### René Guénon
René Guénon est un auteur français, ayant publié plusieurs ouvrages qui ont trait, principalement, à la métaphysique, à l'ésotérisme et à la critique du monde moderne.

### René Guilly
René Guilly (pseudonyme René Désaguliers), né en 1921 et décédé en 1992, est un penseur de la franc-maçonnerie française.

## J

### Michel Jarrige
Michel Jarrige est professeur de français agrégé et docteur en histoire.

## L

### Philippe Langlet
Philippe Langlet est un auteur et historien de la franc-maçonnerie, docteur en sciences du langage.

### Albert Lantoine
Albert Lantoine (1859-1949) est un franc-maçon et essayiste français, dont la franc-maçonnerie fut le sujet essentiel de ses écrits.

### Renaud Lecadre
Renaud Lecadre est un journaliste d'investigation français, spécialiste des affaires économiques et financières du journal Libération.

### Denis Lefebvre
Denis Lefebvre est un journaliste et un historien français, né en 1953.

### René Le Forestier
René Le Forestier est un essayiste français. Cet auteur s'est spécialisé dans les thèmes touchant à la franc-maçonnerie et les Illuminés de Bavière.

### Jacques Charles Lemaire
Jacques Charles Lemaire (Jacques ou Jacques Ch. Lemaire) est un romaniste médiéviste et codicologue belge né à Bruxelles le 7 novembre 1946.

### Frédéric Lenoir
Frédéric Lenoir est philosophe, sociologue et historien des religions, docteur de l'École des hautes études en sciences sociales et chercheur associé au Centre d'études interdisciplinaires des faits religieux (CEIFR).

### Marius Lepage
Marius Lepage est un franc-maçon et écrivain français.

### Daniel Ligou
Professeur d'histoire à l'Université de Dijon, Daniel Ligou est l'auteur de nombreux ouvrages reconnus consacrés à la franc-maçonnerie.

### Robert Lomas
Robert Lomas est un écrivain britannique. Il écrit principalement sur l'histoire de la franc-maçonnerie, sur la période néolithique et l'archéoastronomie.

## M

### Albert Mackey
Albert Mackey (1807-1881) était un médecin américain connu pour ses nombreux ouvrages sur la franc-maçonnerie, et plus particulièrement les principes fondateurs maçonniques.

### Alec Mellor
Alec Mellor est un avocat et historiographe, entre 1935 et 1986, il publie plus de trente ouvrages traitant du droit, de l’histoire de la franc-maçonnerie, des relations de celle-ci avec l’Église catholique.

### William Kirk MacNulty
William Kirk MacNulty est un essayiste anglo-saxon, explorant le thème de la franc-maçonnerie.

### Irène Mainguy
Irène Mainguy est bibliothécaire-documentaliste diplômée d'État, responsable de la bibliothèque maçonnique du Grand Orient de France.

### Ludovic Marcos
Ludovic Marcos est un historien, écrivain et franc-maçon français, agrégé d’histoire, professeur d'université et conservateur du musée de la Franc-maçonnerie à Paris,

### Gaston Martin
Gaston Martin (1886-1960) est un historien et essayiste français. Professeur d’histoire moderne et contemporaine à l’université de Bordeaux, il fut révoqué et interné à cause de son appartenance à la franc-maçonnerie lors du régime de Vichy.

### Jean-Michel Mathonière
Jean-Michel Mathonière est un historien des compagnonnages et plus particulièrement des compagnons tailleurs de pierre. Il a également publié sur la franc-maçonnerie.

### Pierre Mollier
Pierre Mollier le Cavailler est un historien français de la franc-maçonnerie. Directeur de la bibliothèque, des archives et du musée de la Franc-maçonnerie.

### Jean Mourgues
Jean Mourgues (1919-1990) est un franc-maçon du Grand Orient, initié à Salon-de-Provence en 1938.

## N

### Patrick Négrier
Patrick Négrier est un philosophe de l'ésotérisme, auteur de plusieurs ouvrages de maçonnologie.

### Ernest Nys
Ernest Nys est un juriste et essayiste belge.

## O

### Ghislaine Ottenheimer
Ghislaine Ottenheimer est une journaliste d'investigation française, née en 1951 à Paris.

### David Ovason
David Ovason est un essayiste américain qui explore les thèmes de l'astrologie, la symbologie, la franc-maçonnerie, l'occultisme et les théories du complot. C'est un spécialiste de l'œuvre de Nostradamus

## P

### Albert Pike
Albert Pike est un avocat, un général confédéré et un écrivain américain né le 29 décembre 1809 à Boston et mort le 2 avril 1891 à Washington. Il dirigea également pendant trente-deux ans l'une des plus importantes composantes de la franc-maçonnerie des États-Unis: le Suprême Conseil de la Juridiction Sud du Rite écossais ancien et accepté et fut l'auteur d'un manuel maçonnique célèbre dans la franc-maçonnerie des États-Unis.

### Jiri Pragman
Jiri Pragman est le pseudonyme d'un journaliste et auteur belge (né en 1957). Franc-maçon, il est membre du Grand Orient de Belgique. Il a publié plusieurs ouvrages sur la franc-maçonnerie et a collaboré à la revue maçonnique Initiations Magazine.

## R

### Jean-Marie Ragon
Jean-Marie Ragon de Bettignies (1781 - 1862) fut membre du Grand Orient de France, du Rite de Misraïm, de l'Ordre du Temple de Bernard-Raymond Fabre-Palaprat. Considéré par ses contemporains comme le franc-maçon le plus instruit du XIXe siècle, il est l'auteur de nombreux ouvrages maçonniques qui eurent une influence considérable. Il fut également l'éditeur de la première revue maçonnique française: Hermes.

### Andrew Michael Ramsay
Andrew Michael ou André Michel Ramsay, dit le chevalier de Ramsay (1686-1743) est un écrivain et philosophe français d'origine écossaise. Il est l'auteur d'un discours maçonnique célèbre.

### Jacques Ravenne
Jacques Ravenne (Jacques Ravaud de son vrai nom) est un auteur de romans policiers français.

### Cécile Révauger
Cécile Révauger, née en 1955, à Bordeaux en France est une auteure et historienne dans les domaines de la franc-maçonnerie et des Lumières.

### Jasper Ridley
Jasper Godwin Ridley (1920-2004) était un écrivain biographe et essayiste britannique. Il obtient en 1970 le prix James Tait Black Memorial Prize pour sa biographie Lord Palmerston.

### Denys Roman
Denys Roman pseudonyme de Marcel Maugy (1901-1986), était un franc-maçon et auteur français de l'École traditionaliste. Auteur d'études sur Guénon et la franc-maçonnerie, il collaborait également à diverses revues dont Renaissance Traditionnelle (« Revue d'études maçonniques et symboliques ») ou Vers la tradition (plusieurs de ses articles seront republiés dans cette revue de manière posthume).

### Jacques G. Ruelland
Jacques G. Ruelland est un historien, un philosophe et un professeur québécois. Il a aussi écrit l'histoire de la franc-maçonnerie au Canada.

## S

### Jean Saunier
Jean Saunier (Lyon, 1939 - Paris, 1992), était un écrivain français

## T

### Léo Taxil
Marie Joseph Gabriel Antoine Jogand-Pagès, dit Léo Taxil, né à Marseille le 21 mars 1854 et mort à Sceaux le 31 mars 1907, est un écrivain français, auteur d'une mystification célèbre dans laquelle furent entrainés le pape et les évêques de France.

### Jean Tourniac
Jean Tourniac pseudonyme de Jean Granger (1912-1995) était un essayiste français, spécialiste de franc-maçonnerie, du symbolisme et, notamment, de l'œuvre de René Guénon.

## V

### Andries Van den Abeele
Andries (André Maurice Jean Marie) baron Van den Abeele, né à Bruges le 12 avril 1935 est Belge. Il a poursuivi une carrière d'industriel dans l'alimentation (adm. délégué de la s.a. Van den Abeele) et d'homme politique. Il demeure historien et promoteur de la conservation du patrimoine architectural.

### Jean Verdun
Jean Verdun est un écrivain français né le 21 mars 1931 à Marcq-en-Barœul. Il est l’auteur de romans et d’ouvrages sur la franc-maçonnerie, particulièrement en France.

### Jean-Marc Vivenza
Jean-Marc Vivenza né en 1957 à Vinay (Isère), est un philosophe, écrivain, et musicologue français, dont les travaux se sont orientés vers l'ésotérisme. Après avoir étudié l'œuvre de René Guénon, il s'est particulièrement intéressé au martinisme, à la pensée de Jacob Boehme, Joseph de Maistre, Martinès de Pasqually, Louis-Claude de Saint-Martin et Jean-Baptiste Willermoz.

## W

### Jean van Win
Jean van Win est un auteur belge, né à Bruxelles en 1935. Il a écrit de nombreux articles pour la revue Acta Macionica et Les Cahiers Villard de Honnecourt. Il est spécialisé dans le XVIIIe siècle et les sociétés de pensée et en particulier dans les rituels maçonniques. Il a notamment publié le plus ancien rituel de langue française dument daté de 1758, de même que le rituel authentique ayant servi lors de la réception au grade d'apprenti de W.A.Mozart (in Villard de Honnecourt no 62).